# Пушкаш Арена
Пушкаш Арена (на унгарски: Puskás Aréna) е футболен стадион в Будапеща, Унгария.
Стадионът е построен на мястото на стария стадион „Ференц Пушкаш“, който е разрушен през 2016 г. Строителството започва през 2017 г. и завършва през 2019 г. Откриващия мач на стадиона на 15 ноември 2019 г. унгарският национален отбор се среща с националния отбор на Уругвай. Капацитет – 67 215 души.
През 2011 г. цената на реконструкцията на стадиона е 35 милиарда форинта, а през 2014 г. – 90–100 милиарда форинта.
На 1 август 2014 г. е представен окончателният вариант на реконструкцията на стадиона.
На 19 септември 2014 г. Будапеща е избрана за домакин на три мача от груповата фаза и 1/16 от Евро 2020. И Шандор Чанги, президент на Унгарската футболна федерация, казва, че фактът, че Будапеща може да посрещне национални отбори Евро 2020, е голямо постижение на унгарската спортна дипломация.